# Allyloxycarbonyl-Gruppe

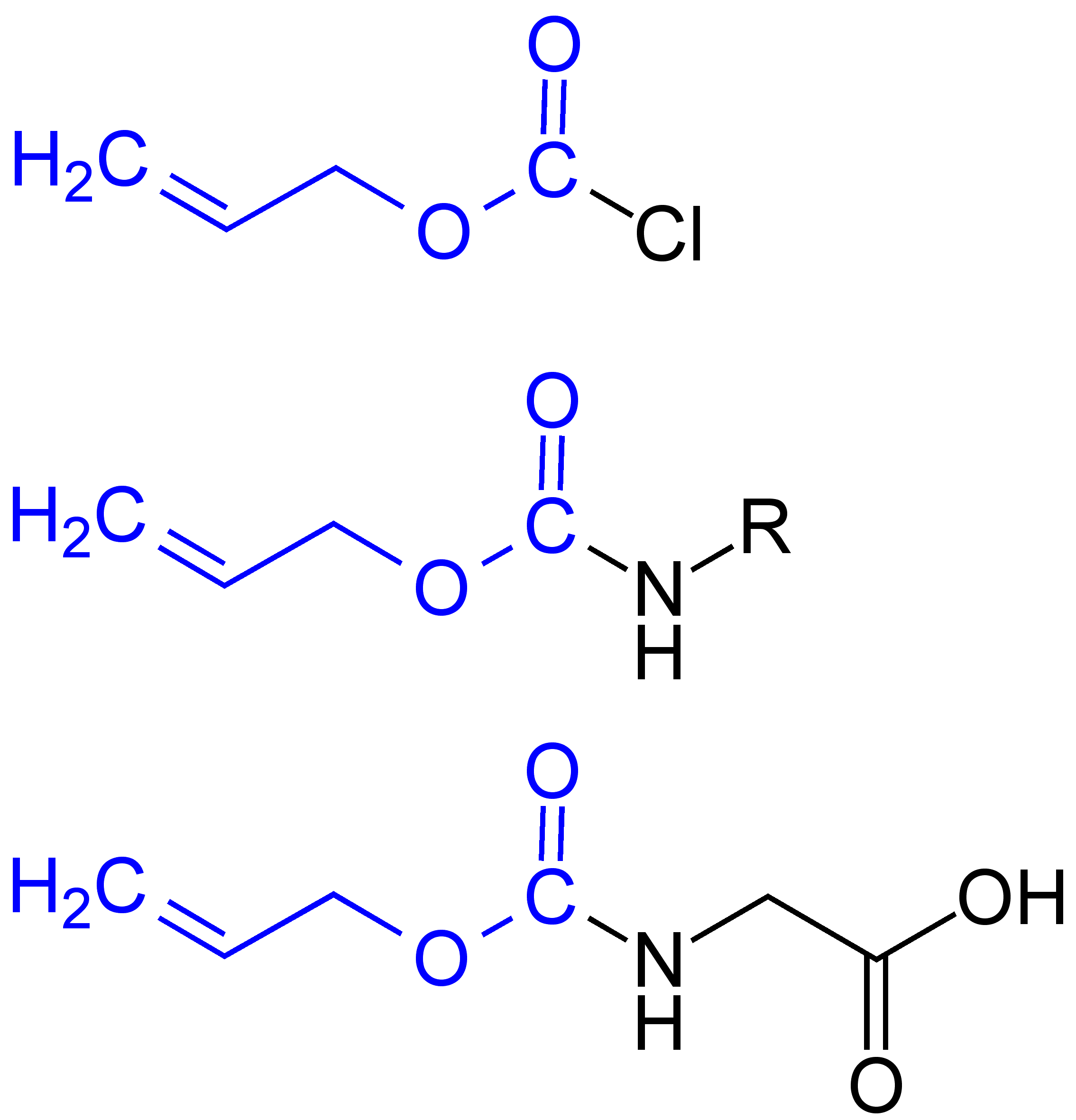
Allyloxycarbonyl-Gruppe: AllocCl (oben), sowie allgemeine Formel eines Alloc-geschützten primären Amins (Mitte) und von Alloc-geschütztem Glycin (unten). Der Allyloxycarbonyl-Rest ist blau markiert; R ist ein Organyl-Rest (Alkyl-Rest, Aryl-Rest, Alkylaryl-Rest etc.).

Die Allyloxycarbonyl-Gruppe, in Fachkreisen üblicherweise mit Alloc abgekürzt, ähnelt der Benzyloxycarbonyl-Gruppe (Cbz-Gruppe) und findet als Schutzgruppe in der chemischen Synthese von Peptiden Verwendung. 
Benutzt wird die Alloc-Schutzgruppe für den Schutz von α-Aminogruppen, jedoch auch für den Schutz von Seitengruppen, besonders bei der Synthese cyclischer Peptide. Die Alloc-Schutzgruppe ist unter basischen und sauren Bedingungen stabil und kann durch Einwirkung von Tetrakis(triphenylphosphan)palladium(0) und einem geeigneten Nucleophil abgespalten werden.
Die Alloc-Gruppe wird meist als Chlorkohlensäureester (AllocCl) zum Schützen von Aminogruppen eingesetzt.